# 広島市立城山北中学校
広島市立城山北中学校（ひろしましりつ じょうやまきたちゅうがっこう）は、広島県広島市安佐南区八木五丁目にある公立中学校。

## 沿革
1988年（昭和63年）4月1日に広島市立城南中学校より、分離独立して開校された。当時の2、3年生は城南中より編入され、1年生は広島市立八木小学校・広島市立梅林小学校からの入学となった。1年生は小学校の制服のままで入学し、城山北中学校の制服が決定するまでは、各小学校の制服で通うこととなった。
制服は、校内での保護者や学生の投票により、緑を基調としたブレザーとなっている。
同年12月にはクラブハウスが完成。翌年2月には楽焼庫が完成した。1992年（平成4年）にはコンピュータ教室が完成。1998年（平成10年）には、給食制への対応から、デリバリー給食が開始された。

## 校区
- 広島市立梅林小学校の校区[2]
  - 八木町、八木一丁目～八木三丁目、 八木四丁目（2～10番、20番14号～28号、21～29番、41～51番）、八木五丁目（3番12号～21号、4～10番、24番1号～8号、25～31番）、緑井町、緑井五丁目（4番1号～5‐15号、4番5‐17号、4番5‐18号、4番6号、4番39‐4号、4番39‐6号、4番39‐8号、4番39‐9号、4番39‐10号、4番39‐12号、4番40号～65号、5番、6番1号～4号、6番20号～25号）緑井六丁目、 緑井七丁目（1～13番、16～27番、32番、33番）、緑井八丁目
- 広島市立八木小学校の校区
  - 八木町（梅林学区分を除く）、 八木四丁目（梅林学区分を除く）、八木五丁目（梅林学区分を除く）、八木六丁目～八木九丁目

## 部活動

### 体育系
- 陸上競技部[3]
- ソフトテニス部
- 卓球部
- バレーボール部
- バスケット部
- サッカー部
- 野球部
- バドミントン部

### 文化系
- 吹奏楽部
- 家庭科部
- 美術部